# Alton, Hampshire
Alton (engelskt uttal: [ˈɔːltən]) är en stad och civil parish i grevskapet Hampshire i södra England. Staden ligger i distriktet East Hampshire, cirka 25,5 kilometer nordost om Winchester. Tätorten (built-up area) hade 17 874 invånare vid folkräkningen år 2021.